# Uteg
Uteg je tijelo određene mase koje služi za uravnoteženje neke naprave ili kao mjera mase mjernoga uređaja (na primjer vage). Klizni mjerni uteg pri vaganju se pomiče po mjernoj ljestvici kraka vage nejednakih krakova. Slog mjernih utega s označenim, većinom normiranim vrijednostima mase, služi za uravnoteženje vage jednakih ili nejednakih krakova. Vaganje je uspoređivanje nepoznate mase tijela s poznatom masom utega. Na jednu stranu vage stavlja se tijelo nepoznate mase, a na drugu utezi. Kada je vaga u ravnoteži masa tijela jednaka je masi utega.

## Kilogram
Prema SI sustavu, kilogram je jednak masi međunarodne pramjere kilograma, oblika valjka visine 39 mm i promjera 39 mm, a načinjen je 1889. od legure platine (90 %) i iridija (10 %) i pohranjen u Međunarodnom uredu za mjere i utege (fra. Bureau international des poids et mesures, BIPM). Pramjera kilograma predstavlja primarni etalon od kojeg kreće daljnje mjerenje mase u svim krajevima svijeta. Kilogram je jedina osnovna jedinica SI sustava koja nije dokazana fizikalnim zakonitostima već se radi o jednom utegu koji svake godine mijenja svoju masu zbog malih zrnca prašine koja se skupljaju na njemu i svake godine se rade nova umjeravanja prema tom kilogramu upravo radi te nestabilnosti prautega. 
Utezi su podjeljeni u razrede točnosti od E1, E2, F1, F2, M1, M1 – 2, M2, M2 – 3 do M3. E1 su najkvalitetniji utezi i oni se obično čuvaju u nacionalnim mjeriteljskim institutima i nekada se znaju nazivati i primarni etaloni. Nadalje, uteg koji se čuva u BIPM-u je po tome prvi primarni etalon, a ostali primarni etaloni u nacionalnim mjeriteljskim institutima su njegove kopije i znaju se nazivati još braća etaloni. Utezi moraju imati jednostavan geometrijski oblik da bi se olakšala njihova proizvodnja, ne smiju imati oštre bridove kako bi se spriječilo njihovo habanje (trošenje) te ne smiju imati izrađene udubine kako bi se izbjeglo taloženje (na primjer prašine) na njihovoj površini. Utezi iz dane garniture utega moraju imati isti oblik, osim utega od 1 gram ili manjih kojima su oblici posebno propisani.

## Materijal utega
Materijal utega i oblik utega su dva najstroža tehnička propisa koje moraju zadovoljiti utezi kako bi bili standardiziriani odnosno kako bi mogli biti svrstani u određeni razred točnosti utega. Utezi razreda E su utezi najveće kvalitete i točnosti i takvi utezi moraju biti napravljeni od posebnih materijala koji su dugotrajniji i otporniji. Tvrdoća materijala i njegova otpornost na habanje moraju biti najmanje jednake tvrdoći i otpornosti austenitnog nehrđajućeg čelika.

## Vaga
Vaga (njem. Wage) je mjerni instrument za određivanje mase uspoređivanjem težine. Kao vaga najčešće služi kruto tijelo obješeno iznad ili poduprto ispod svojega težišta, tako da se može okretati oko vodoravne osi. Polužna vaga ima jednake krakove, dok kantar nema jednake krakove (vaga u kojoj je omjer krakova 1 : 10 naziva se decimalnom vagom, a ako je 1 : 100 centezimalnom vagom). Vage koje se zasnivaju na zakonima poluge mjere masu tijela, a vage koje se zasnivaju na oprugama mjere težinu tijela.

### Polužna vaga
Polužna vaga, obična vaga ili vaga jednakih krakova u stvari je poluga jednakih krakova. Na krajevima krakova nalaze se zdjelice za teret i uteg. Prema tome, za polužnu vagu vrijedi isti uvjet ravnoteže kao i za običnu polugu. Uvjet za ravnotežu na poluzi je da algebarski zbroj momenata sile bude jednak nuli. Taj uvjet ravnoteže vrijedi bez obzira da li na poluzi djeluju dvije sile ili više njih"
{\displaystyle M_{1}=F_{1}\cdot D_{1}=F_{2}\cdot D_{2}=M_{2}\!}
Ako na takvo kruto tijelo na udaljenostima D1 i D2 (krakovi vage) djeluju težine F1 i F2, ono će biti u ravnoteži kada je F1D1 = F2D2 (zakon poluge). Kako je težina F = mg, gdje je m masa, a g ubrzanje (akceleracija) sile teže, slijedi: 
{\displaystyle m_{1}\cdot D_{1}=m_{2}\cdot D_{2}}
te se tako vaganjem, to jest usporedbom s normiranim utezima, može odrediti masa predmeta koji se važe. 
Svaka vaga mora biti precizno izrađena, stabilna i osjetljiva. Vaga je precizno izrađena ako su joj oba kraka jednako duga i teška, a zdjelice jednako teške (s vrlo malim odstupanjima). Vaga je stabilna ako se poluga čim se pomakne iz vodoravnog položaja vraća natrag u prvobitni položaj nakon izvjesnog njihanja. Da bi se to postiglo, težište vage mora biti ispod oslonca, jer u tom slučaju nastaje moment sile koji vagu vraća natrag. Osjetljivost vage je to veća što su krakovi dulji i lakši i što je težište bliže osloncu. Međutim, taj uvjet nije lako postići, jer što su krakovi dulji to su i teži. Stoga se poluga izrađuje od lakog materijala, na primjer aluminija, a osim toga je obično i šuplja. Ako promatramo polugu ne osvrčući se na njenu težinu, to jest ako težinu poluge ne uzimamo u proračun, kažemo da je to matematička poluga, a ako težinu poluge uzimamo u obzir, imamo fizičku polugu.

### Vage nejednakih krakova
Ako su krakovi jednaki, mase se uspoređuju izravno, inače vrijedi:
{\displaystyle m_{2}=m_{1}\cdot {\frac {D_{1}}{D_{2}}}\ }
Vaga u kojoj je omjer krakova D1/D2 = 1/10 naziva se decimalnom vagom, a ako je D1/D2 = 1/100 centezimalnom vagom. Takve vage uspoređuju masu tereta s deset puta, odnosno sto puta manjom masom utega i služe za mjerenje većih tereta (od nekoliko desetaka kilograma do nekoliko tona kod mosne ili kolne vage). 